# أمريكا المفتوحة 1976 (كرة مضرب)
قائمة بالأبطال في بطولة 1976 أمريكا المفتوحة:

## الكبار

### فردي رجال
جيمي كونرز هزم  بورن بورغ, 6-4, 3-6, 7-6, 6-4

### فردي سيدات
كريس إيفرت هزم  إيفون كاولي 6-3, 6-0

### زوجي رجال
توم أوكر و مارتي رايسن هزم  بول كرونك و كريس ليتشر, 6-4, 6-0

### زوجي سيدات
ديلاينا بوشوف و إيلانا كلوس هزم  أولغا موروزوفا و فيرجينا ويد, 6-1, 6-4

### زوجي مختلط
بيتي ستوف و فرو ماكميلان هزم  بيلي جين كينغ و راي رافلس, 6-3, 7-6